# 博格丹德鄉
47°24′54.57″N 22°55′47.74″E / 47.4151583°N 22.9299278°E
博格丹德鄉（羅馬尼亞語：Comuna Bogdand, Satu Mare），是羅馬尼亞的鄉份，位於該國西北部，由薩圖馬雷縣負責管轄，面積83平方公里，海拔高度163米，2007年人口2,963，人口密度每平方公里36人。